# Evghenia Guțul
Evghenia Guțul (n. 5 septembrie 1986, Etulia, RSS Moldovenească, URSS) este o politiciană și juristă din Republica Moldova, care îndeplinește funcția de guvernator al UTA Găgăuzia (Gagauz-Yeri) din 19 iulie 2023.

## Biografie
Evghenia Guțul s-a născut la data de 5 septembrie 1986 în satul Etulia, în RSS Moldovenească (URSS).

## Activitate politică
La 22 martie 2023, Partidul Șor a desemnat-o pe Evghenia Guțul la funcția de guvernator (bașcan) al UTA Găgăuzia. Campania electorală s-a desfășurat sub sloganul „Găgăuzia – plai de vis”. În cadrul alegerilor din 30 aprilie 2023, Evghenia Guțul s-a poziționat pe locul 1 cu 14.890 de voturi (26,47%), însă dat fiind că nu a fost întrunită o majoritate, al doilea tur a avut loc la data de 14 mai. În cel de-al doilea tur, Evghenia Guțul a obținut 27.376 din voturi (52,39% - preliminare), câștigând astfel un mandat de 4 ani în fruntea autonomiei găgăuze.
În timpul campaniei electorale, a promis că, dacă va fi aleasă, va construi un aeroport în valoare de 100 milioane euro, va majora salariile bugetarilor cu 30%, va construi un parc de distracție, vor exista investiții în infrastructură, educație ș.a., ceea ce, în opinia jurnaliștilor, ar fi irealizabil, dat fiind că multe dintre promisiuni depășesc atribuțiile bașcanului.
A fost susținută în alegeri de oligarhul Ilan Șor (președintele Partidului Șor), de deputatele Marina Tauber și Reghina Apostolova, precum și de interpreții ruși Nikolai Baskov, Filip Kirkorov și Stas Mihailov.
A preluat funcția de bașcan la data de 19 iulie 2023, după ce alegerile au fost validate de organele competente.
A fost încătușată la 25 martie 2025 pe Aeroportul Internațional Chișinău, în timp ce intenționa să zboare spre Turcia, fiind luat în calcul că bașcana Găgăuziei dorea să fugă din țară. Conform Centrului Național Anticorupție (CNA): „Potrivit datelor urmăririi penale, bănuita ar fi instigat și organizat, prin intermediul trezorerierului, falsificarea mai multor documente, în care au fost introduse date neautentice privind donațiile în numerar făcute de persoane fizice pentru concurentul electoral, documente ce confirmă sursa de proveniență a mijloacelor financiare la o instituție financiară din țară, dar și la Comisia Electorală Centrală a Găgăuziei. În aceste circumstanțe, contul bancar al concurentului electoral a fost suplinit cu mijloace financiare din surse interzise de lege în sumă de 370 000 de lei, care ulterior au fost utilizate pentru achiziționarea unor bunuri și achitarea unor taxe și servicii aferente campaniei electorale”.

## Viziune politică
Imediat după câștigarea mandatului de guvernator al UTA Găgăuzia, Guțul a anunțat că își dorește apropierea de Rusia, spunând că Partidul Șor este prorus.

## Viață personală
Guțul este căsătorită și are doi copii. Locuiește în satul natal, Etulia.